# Kolibřík chocholatý
Kolibřík chocholatý (Orthorhyncus cristatus) je druh malého kolibříka z rodu Orthorhyncus s přirozeným výskytem od Grenady až po Portoriko.

## Popis

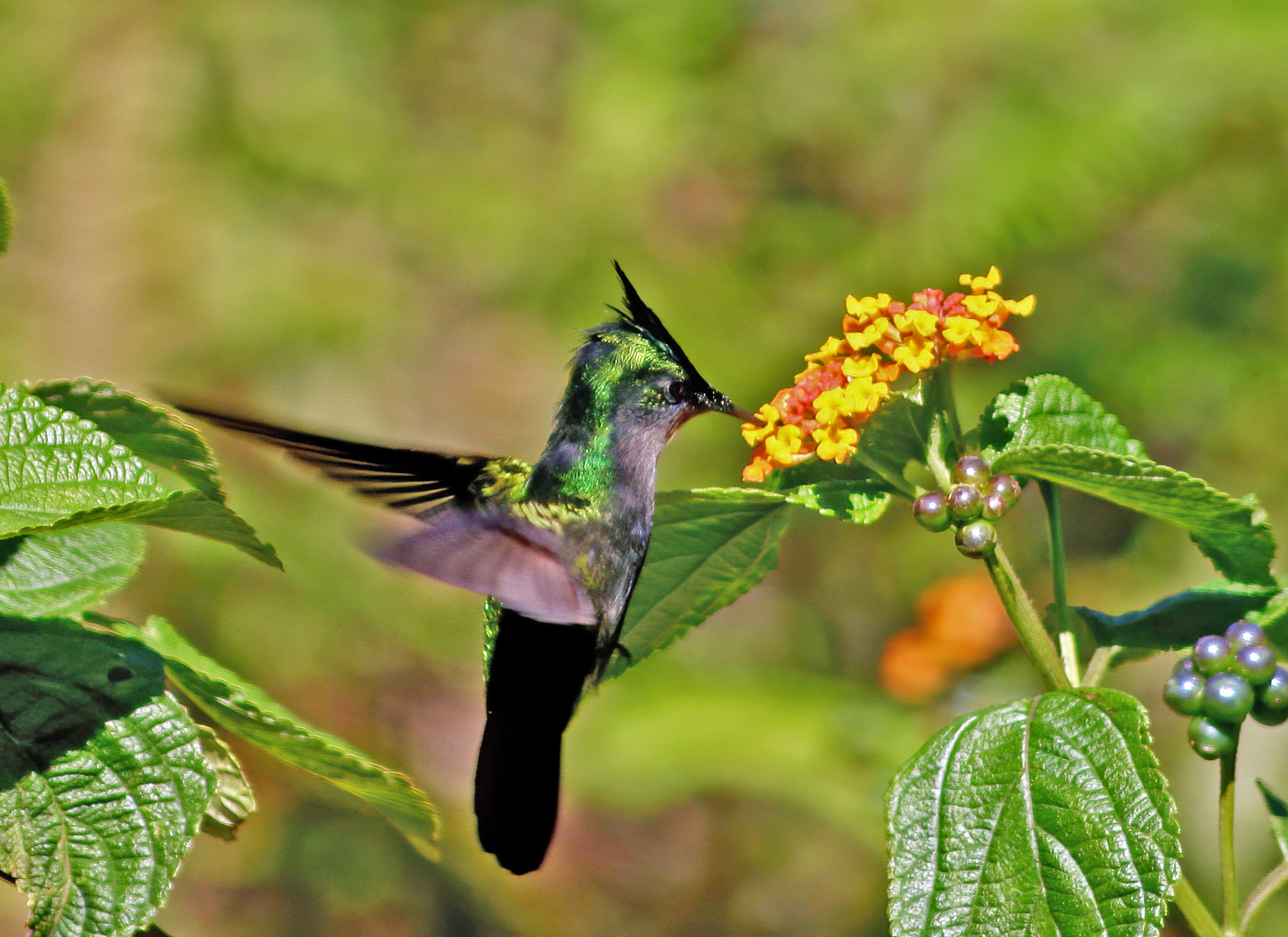
Kolibřík chocholatý na Dominice

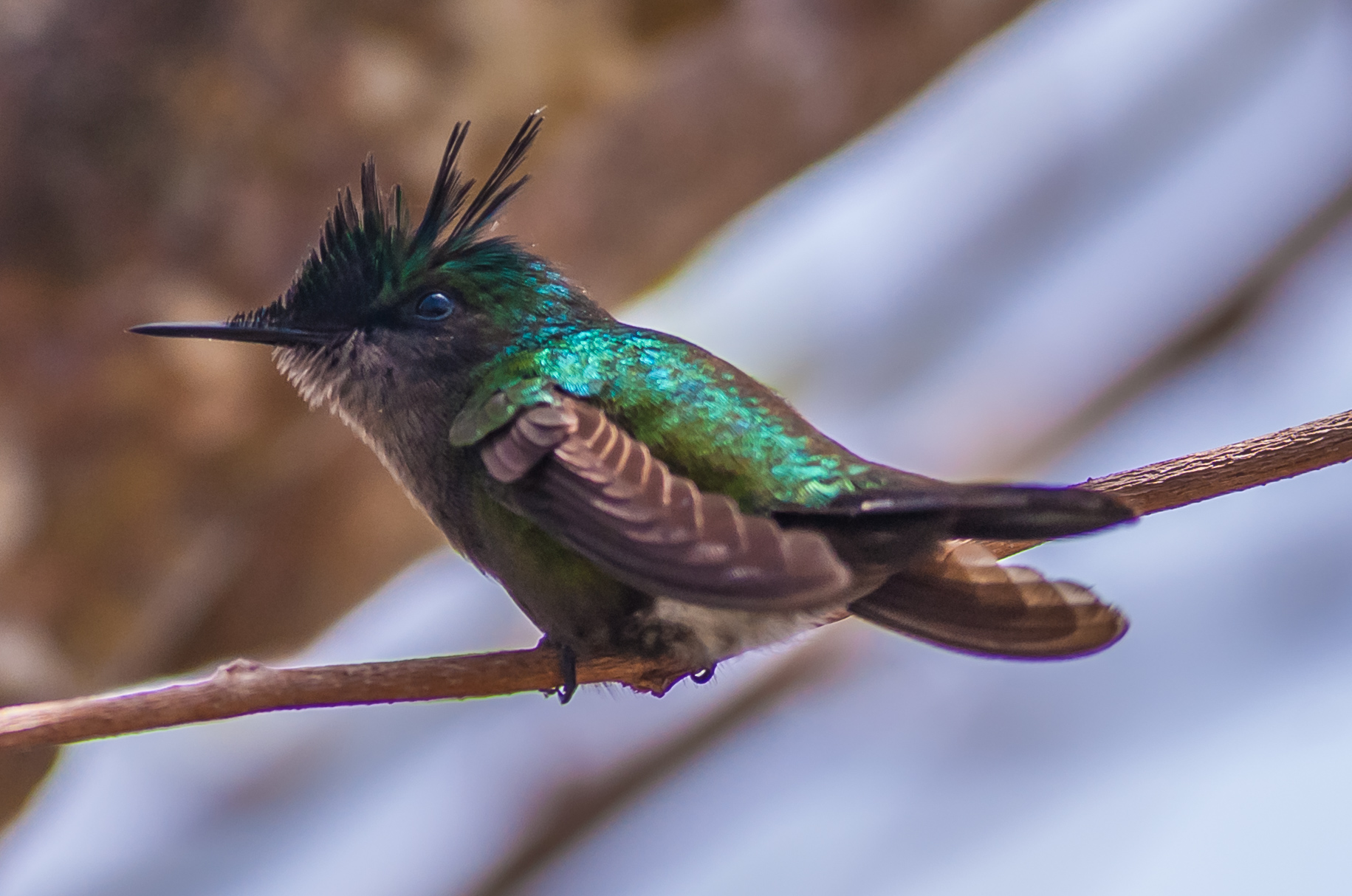
Sameček v Guadeloupe

Kolibřík chocholatý je snadno identifikovatelný jak podle malých rozměrů, tak podle nápadného hřebínku na hlavě. Typický je pohlavní dimorfismus, kdy samec je nápadně barevný, zatímco samice je více matná a nenápadná. V poměru s jinými kolibříky má kolibřík chocholatý zobák spíše krátký. Na délku má přibližně 9 cm, rozpětí křídel je až 13 cm.

## Rozšíření
Kolibřík chocholatý má malý geografický rozsah, vyskytuje se v Karibiku, od východního Portorika přes velkou část Malých Antil. Ve Spojených státech se nevyskytuje, i když existuje několik sporných pozorování v Texasu a na Floridě. Vyskytuje se v různých biotopech, typicky v otevřených, nížinných oblastech, jako jsou okraje lesů a mýtiny, parky a obytné oblasti. Nejhojnější je v tropickém střídavě vlhkém lese do nadmořské výšky 500 m n. m.

## Poddruhy
Kolibřík chocholatý má 4 uznávané poddruhy:
- Orthorhyncus cristatus cristatus (Linnaeus, 1758) - nominátní poddruh; Barbados
- Orthorhyncus cristatus emigrans (Lawrence, 1877) - Malé Antily
- Orthorhyncus cristatus exilis (Gmelin, 1788) - Portoriko, Panenské ostrovy a od Malých Antil až na Svatou Lucii
- Orthorhyncus cristatus ornatus (Gould, 1861) - Svatý Vincenc